# کوون لونی
کوون لونی (انگلیسی: Kevon Looney؛ زادهٔ ۶ فوریهٔ ۱۹۹۶) یک بازیکن بسکتبال اهل ایالات متحده آمریکا است.
از باشگاه‌هایی که در آن بازی کرده‌است می‌توان به گلدن استیت واریرز اشاره کرد.